# Ceppeno
Ceppeno (in sloveno Čepno) è un centro abitato della Slovenia, frazione del comune di San Pietro del Carso.